# تدی (سیگار)
تدی  (به انگلیسی: Teddy) یک برند سیگار ایجاد شده در نروژ است؛ مالک فعلی این برند British American Tobacco Norway, بخشی از بریتیش امریکن توباکو است. این برند در سال ۱۹۱۴ پایه‌گذاری گردید.